# Porcupine (Schiff, 1942)
HMS Porcupine (G93) war ein britischer Zerstörer des Zweiten Weltkriegs. Der Zerstörer wurde am 9. Dezember 1942 von Unterseeboot U 602 nordöstlich von Oran mit einem Torpedo getroffen; an Bord des Zerstörers starben sieben Mann. Porcupine konnte nach Arzew eingeschleppt werden. Der Zerstörer wurde in zwei Hälften geteilt und zum Totalverlust erklärt. Die Hälften wurden nach Portsmouth überführt und bis 1946 als Wohnschiffe genutzt.

## Geschichte des Schiffes
Die zehnte Porcupine war einer der acht Zerstörer der kurz nach dem Beginn des Zweiten Weltkriegs in Auftrag gegebenen „P“-Klasse. Namensvorgänger war ein ebenfalls am Tyne bei Palmer’s Ship Building in Jarrow gebauter Zerstörer der A-Klasse, den die Royal Navy von 1896 bis 1920 einsetzte.
Der neue Zerstörer entstand unter der Baunummer 24 auf dem High Walker Yard von Vickers-Armstrong. Die Kiellegung des Zerstörers mit der Baunummer 24 erfolgte sechs Tage nach Auftragsvergabe am 26. Dezember 1939 zusammen mit den Schwesterschiffen mit den Baunummern 22 (Penn) und 23 (als Persistent vom Stapel, in Dienst als Petard). Die drei Neubauten liefen dann ab Februar 1941 vom Stapel, zuletzt die Porcupine am 10. Juni 1941. Abgeliefert wurde der Zerstörer am 31. August 1942 als letztes Schiff der P-Untergruppe der Klasse.

Bei Erteilung des Bauauftrages für die Zerstörer befanden sich auf der Werft noch das Schlachtschiff King George V, der Flugzeugträger Victorious und der Kreuzer Nigeria in der Ausrüstung und ein weiterer Kreuzer (Uganda), zwei Flottenzerstörer (Marne, Martin) und vier Geleitzerstörer (Eglington, Exmoor, Liddesdale, Oakley) im Bau. Auch sollte die Werft noch ein weiteres Schlachtschiff bauen, auf das nach Kriegsausbruch verzichtet wurde.

### Indienststellung und erste Einsätze
Nach der Übernahme des Zerstörers begannen im September das Einfahren der Porcupine und ihrer Besatzung in Scapa Flow bei der Home Fleet. Der Einsatz des Zerstörers sollte bei der Force H in Gibraltar erfolgen, wohin der Zerstörer im Oktober verlegte, um sich dort der 3rd Destroyer Flotilla anzuschließen. Dort taten schon die Schwesterschiffe Panther,  Partridge, Pathfinder und Penn Dienst. Die Zerstörer sicherten die Konvois für die geplanten alliierten Landungen in Nordafrika (Operation Torch).
 Am 8. November 1942 sicherte die Flottille mit zwölf anderen Zerstörern den Flottenverband mit den Schlachtschiffen Duke of York, Rodney, dem Schlachtkreuzer Renown, den Flugzeugträgern Furious, Victorious, Formidable, den Kreuzern Bermuda, Argonaut und Sirius, die Angriffe gegen die Landungsverbände verhindern sollten.

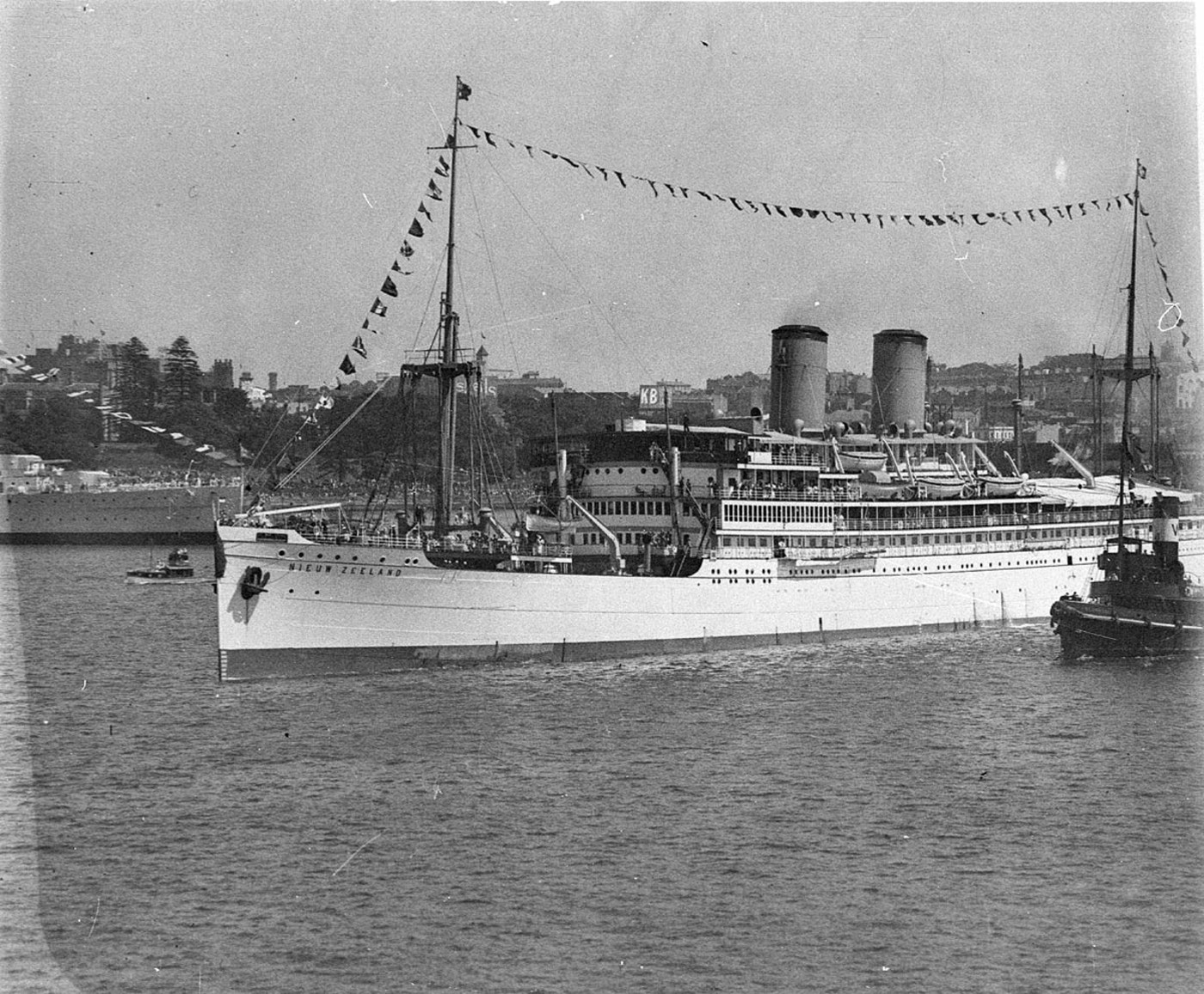
Die „Nieuw Zeeland“ 1932

Nach der ersten Landungsphase liefen die entleerten Transporter in der Regel zügig zurück nach Gibraltar, um ggf. für weitere Transporte genutzt zu werden. Im Seeraum zwischen den Landungsräumen und der Basis operierten frei U-Jagdgruppen.
Am 11. November gegen 12.42 Uhr torpedierte U 380 die als Truppentransporter eingesetzte Nieuw Zeeland (11069 BRT, Bj. 1928) auf dem Weg zurück nach Gibraltar auf 37° 57′ N, 3° 58′ W, etwa 130 km vor Gibraltar. 214 Besatzungsmitglieder, 29 Kanoniere und 13 Passagiere verließen das sinkende Schiff in zwölf Rettungsbooten; 14 Mann hatten durch den Torpedotreffer schon ihr Leben verloren. Von der zum Versenkungsort gelaufenen U-Jagdgruppe konnten Porcupine sechs Boote, Albrighton fünf Boote und die niederländische Isaac Sweers  ein Boot mit insgesamt 241 Mann retten, von denen noch vier auf dem Weg nach Gibraltar starben.
Am Abend des 12. November 1942 tankten Isaac Sweers und Porcupine aus den Tankern der Force R, die Tanker Dingledale (8145 BRT, Bj. 1941), Brown Ranger (3417 BRT, Bj. 1941), gesichert durch die Korvette Coreopsis und vier U-Jagd-Trawler. Die beiden Zerstörer verblieben über Nacht bei den Tankern.

### Der letzte Einsatz derPorcupine
Ab dem 8. Dezember 1942 sicherte Porcupine mit Antelope, Boreas, Vanoc und der polnischen Blyskawica die Fahrt der Transporter  Otranto und Tegelbug sowie des U-Boot-Tenders Maidstone von Gibraltar nach Oran. Als das deutsche U-Boot U 602 das Geleit angriff und vier Torpedos auf die  Maidstone feuerte, traf nur einer, aber die Porcupine. Auf dem Zerstörer starben dabei sieben Mann und drei wurden schwer verletzt. Der Zerstörer war jedoch sehr schwer getroffen, da der Treffer ihn fast geteilt hatte. Die Vanoc übernahm daher die Besatzung der Porcupine bis auf einen kleinen notwendigen Rest und die Fregatte Exe schleppte den schwer beschädigten Zerstörer Richtung Oran. Am nächsten Morgen übernahm ein französischer Schlepper den Zerstörer und schleppte ihn sicherheitshalber in den Hafen von Arzew.

## HMSPorkund HMSPine

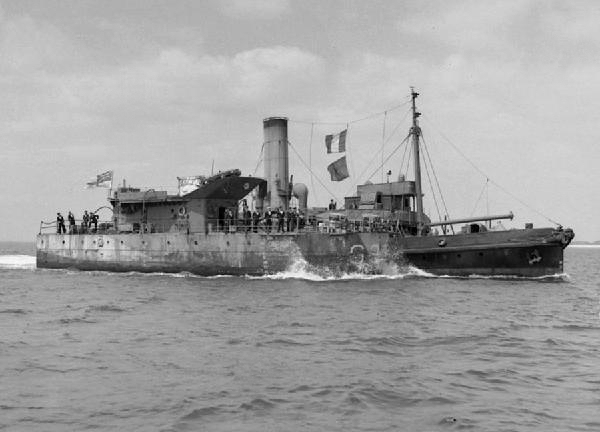
Die Hecksektion der Pine neben dem Schlepper Swarthy

Der schwierige Zustand des Havaristen ließ den französischen  Schlepper Arzeu anlaufen, während die kleine Restbesatzung des Zerstörers diesen durch Beseitigung von Topgewicht stabil zu halten suchte. Für die zu bewältigende Reststrecke bis Oran wurden möglichst viele höher gelagerte Gewichte von Bord gegeben. Erst im März 1943 konnte der schon weitgehend abgerüstete und behelfsmäßig abgedichtete Zerstörer nach Oran geschleppt werden, wo er am 28. für eine gründliche Untersuchung ins Dock kam. Unklar ist, ob hier schon eine endgültige Entscheidung über das Schicksal der Porcupine fiel. 

Ihr Kommandant, der australische Commander George Scott Stewart, hatte am 19. Januar 1943 das Kommando aufgeben und am 21. das Kommando über die etwas moderne Quiberon im nahen  Mers el Kebir übernommen.
Im Mai und Juni 1943 wurden in Oran Bug- und Heck-Sektion des Zerstörers getrennt und beide Teile für eine Überführung nach Gibraltar vorbereitet. Angesichts der Operation Husky wurden die beiden Teile mit Schleppern weiter nach Großbritannien geschickt. Spätestens jetzt fiel die Entscheidung, die Rekonstruktion des Zerstörers aus den vorhandenen Teilen zu unterlassen. Scherzhaft als HMS Pork (Bugsektion) und HMS Pine (Hecksektion) dienten die beiden Teile ab Mitte Januar 1944 als Wohnschiffe der Landing Craft Base in Stokes Bay bei Portsmouth. 1946 wurden die beiden Reste der Porcupine außer Dienst gestellt und 1947 auf verschiedenen Werften abgebrochen.